# ویلیام کانترل
ویلیام «وایلد بیل» کانترل (انگلیسی: William "Wild Bill" Cantrell؛ زادهٔ ۳۱ ژانویهٔ ۱۹۰۸ در وست پوینت، کنتاکی، درگذشتهٔ ۲۲ ژانویهٔ ۱۹۹۶) رانندهٔ مسابقات اتومبیل‌رانی فرمول یک اهل ایالات متحده آمریکا بود که در فصل ۱۹۵۰، و دوباره در فصل ۱۹۵۲ در مجموع در دو گراند پری شرکت کرد، اما موفق به کسب هیچ امتیازی نشد.
کانترل در ۲۲ ژانویهٔ ۱۹۹۶ درگذشت.